# 西ゆうじ
西 ゆうじ（にし ゆうじ、1953年11月15日 - 2013年2月6日）は、日本の漫画原作者、脚本家、放送作家。男性。福井県坂井郡丸岡町（現・坂井市）出身。本名：西 祐治。

## 来歴・人物
桜美林大学卒業後、美学校映画技作工房で脚本・演出・映画美術を学ぶ。鈴木清順に師事し、共同脚本をきっかけに放送作家として活動を開始する。『オールナイトニッポン』をはじめ多くのテレビ・ラジオ番組の構成を手がけた。
漫画原作者としても活動し、1985年、『ビッグコミックオリジナル増刊号』掲載の読切作品『スローラブ』（作画：あきやま耕輝）で原作者としてデビューした。代表作は『華中華』『あんどーなつ』（いずれも絶筆作品となった）『蔵の宿』など。2013年2月6日に胃がんのため死去した。59歳没。
2002年から福井県のふるさと大使、2003年からは坂井市と丸岡町文化振興事業団による全国公募の、日本一短い手紙コンクール「新一筆啓上賞」の選考委員を務めた。2010年2月12日には、母校の坂井市立磯部小学校で講演を行った。

## 作品リスト
- 蔵の宿（作画：田名俊信）
  - 蔵の宿 雪と花と（続編、作画：田名俊信）
- 華中華（作画：ひきの真二）
- あんどーなつ（作画：テリー山本）
- これで家族（作画：杉江雅巳）
- ビッグショット（作画：木村直巳）
- 家庭の事情（作画：おだ辰夫）
- ふ〜ふ生活（作画：はしもとみつお）
- 希望の椅子（作画：はしもとみつお）
- 一人暮らし
- 桃香のランチ（作画：國廣幸亜）
- 乞う御期待
- あべせで用心（作画：長尾ともひさ）
- 浅草三代目フライパン物語（作画：志水三喜郎）